# Union Beynoise
L'Union Beynoise Handball è una squadra di pallamano maschile belga con sede a Beyne-Heusay.

È stata fondata nel 1921

## Palmarès

### Trofei nazionali
- Coppe del Belgio: 3
  - 1982-83, 1985-86, 1992-93.